# Дєдовичі
Дєдовичі (рос. Дедовичи) — пгт в Дєдовицькому районі Псковської області Російської Федерації.
Населення становить 6922[4] особи. Входить до складу муніципального утворення Дєдовичі.

## Історія
Від 2015 року входить до складу муніципального утворення Дєдовичі.

## Населення
| 1939  | 1959  | 1970  | 1979  | 1989  | 1997    | 2001    |
| ----- | ----- | ----- | ----- | ----- | ------- | ------- |
| 2607  | ↘2604 | ↗3288 | ↗5640 | ↗8240 | ↗10 512 | ↘10 400 |
| 2002  | 2004  | 2005  | 2006  | 2007  | 2008    | 2009    |
| ↘9881 | ↘9696 | ↘9497 | ↘9327 | ↘9152 | ↘9038   | ↘8918   |
| 2010  | 2011  | 2012  | 2013  | 2014  | 2015    | 2016    |
| ↘8798 | ↘8747 | ↘8443 | ↘8328 | ↘8157 | ↘7974   | ↘7836   |
| 2017  | 2018  | 2019  | 2020  | 2021  |         |         |
| ↘7685 | ↘7461 | ↘7268 | ↘7076 | ↘6922 |         |         |